# Costin D. Nenițescu

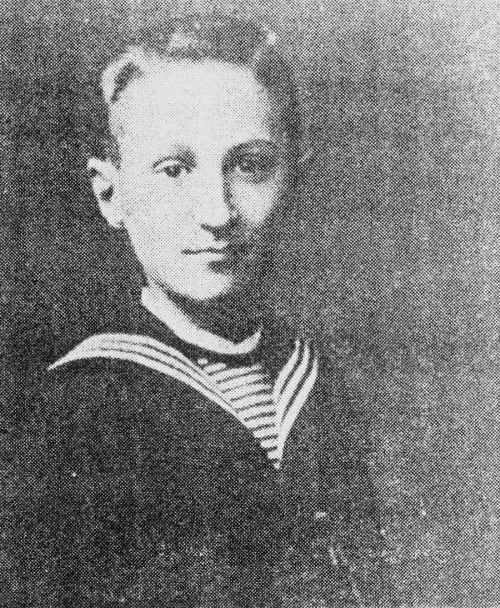
Costin D. Nenițescu la 10-12 ani.

Casa sa din Str. Școalei nr. 8, București.

Mormântul (Cimitirul Bellu din București) lui Costin D. Nenițescu

Costin D. Nenițescu (în publicațiile științifice Nenitzescu; n. 15 iulie 1902, București – d. 29 iulie 1970, Bușteni), a fost un chimist român. A fost fondatorul și promotorul unor ramuri noi ale chimiei din România și un membru al Academiei Române.

## Biografie
A fost fiul lui Dimitrie S. Nenițescu, doctor în drept și științe politice, avocat, secretar general al Ministerului de Interne, director al Băncii Naționale Române, deputat, fruntaș al Partidului Conservator și ministru al Industriei și Comerțului (1910-1912).
A fost căsătorit de două ori, prima dată cu Ana Santer și a doua oară cu Ecaterina Ciorănescu (1909 - 2000). Ecaterina Ciorănescu a fost prima femeie asistent la Catedra de Chimie Organică de la Politehnica din București. I-a fost elevă, asistentă, doctorandă și soție. L-a susținut în munca sa științifică.

### Educația
După ce absolvă liceul în București, la Liceul „Gheorghe Lazăr”, începe în 1920 studiul chimiei la ETH Zürich, fiind profund impresionat de cursurile lui Peter Debye și Hermann Staudinger. E fascinat de lucrările lui Hans Fischer și se mută în 1922 în München unde își termină studiile în 1925 cu doctoratul condus de Hans Fischer, mentorul său științific. În timpul pregătirii tezei de doctorat realizează, fără a colabora cu Fischer, o sinteză originală a indolului. Era unul din elevii preferați a lui Fischer.
La începutul carierei are o cameră de lucru de câțiva metri pătrați, unde pornește cu entuziasm la crearea unui laborator.

## Activitatea didactică și de cercetare
Se întoarce în țară, unde între anii 1925 și 1935 este profesor la Universitatea din București și predă cursurile de chimie organică și chimie generală. În 1928, la 26 de ani, publică prima ediție din cele două tratate, „Chimie organică” și „Chimie generală”. Peste 40 de generații au învățat și încă învață după aceste cărți, acum singurele cărți de specialitate în limba română care se ridică la nivel occidental (nu s-a mai publicat nimic asemănător în ultimii 24 de ani). Tratatul de chimie organică a fost publicat în 8 ediții, prima având un singur volum, restul două. Unele au fost traduse în limbi străine. Tratatele au fost publicate la Editura CFR-Oped și Editura Tehnică. Aceste lucrări ne arată forța de anticipare cu totul remarcabilă a autorului. A intuit una din cele mai importante direcții de dezvoltare a chimiei organice și a adus contribuții de bază. Două exemple ar fi chimia reacțiilor care decurg prin ioni de carboniu și problema ciclobutadienei. De asemenea a publicat „Manualul inginerului chimist” și manuale de liceu.
Este ales ca membru al Academiei Române și al altor academii din străinătate (Germania, Cehoslovacia, Ungaria și Polonia). Primește numeroase premii, dintre care medalia „A.W. von Hofmann”, una dintre cele mai prestigioase medalii științifice.
A fost membru corespondent al Academiei de Științe din România începând cu 21 decembrie 1935 și membru titular începând cu 20 decembrie 1936.
Se pare că cel mai reprezentativ aspect al vieții sale este cel de profesor. Își impresiona puternic studenții prin a le prezenta chimia organică într-un mod captivant și logic. De asemenea se impunea prin apariția sa fizică: era înalt, solid, cu nas acvilin și o privire foarte pătrunzătoare. Era foarte bine informat în toate domeniile chimiei organice, chimiei generale, analitice și chimiei fizice. Avea un discurs clar și calm. Nu se temea să răspundă anumitor întrebări ale studenților cu „Nu știu” sau „Nu se știe încă”. Nenițescu putea să intuiască ce calități au studenții săi și îi selecta ca viitori colaboratori pe cei mai buni dintre aceștia. Profesorul Rudolf Criegee spunea despre studenții lui Nenițescu că erau cei mai buni din laboratoarele sale.
Ca om, a fost o persoană deosebită. Deși părea aspru și sever, era generos și cu o inimă caldă. Îi plăceau munții, drumurile de munte abrupte și înguste, cum ar fi Caraimanul sau zona Bâlea. Curajul era o caracteristică a sa. Politica nu se regăsea în preocupările sale. Nenițescu nu era în relații bune cu regimul comunist. Câteva citate care ne arată cât de apreciat este în străinătate:
„Your achievements in chemistry impress me very much, when I think that you succeeded to do this far from the great chemical centers, and lacking modern instrumentation. Hans Fischer, our common professor, would have enjoyed your work, seeing how you looked for other areas of research than those you became familiar with, during your Ph.D. studies.” (Professor H. Plieninger, Heidelberg)
„We have memories of friendly, serious, hard-working, warm-hearted people whom we will never forget… It was a satisfaction for me to discover how organic chemistry should be developed to such a high state in a small far-away country, which so few of us ever visited. Now I know what I should have guessed, that the enthusiasm and strength of one man was behind it. I feel inspired and enriched in my own life for having been exposed to him, if only for a few days. It is indeed a very rich man who can look on a life of rich and lasting contributions and a family of students prepared to extend the tradition into the future without limit.” (Professor W.v.E. Doering, Harvard University, după vizita sa în România din 1970)
„In particular, it was especially stimulating for me to meet you because I had come over the years to recognize and appreciate your splendid professional work in chemistry.” (Professor H. Gilman, Iowa State University)
„La împlinirea a o sută de ani de la nașterea acestui Savant și Profesor aș vrea să amintesc că el a dat un impuls nemaiîntâlnit până atunci cercetării și tehnicii românești, atât direct cât și prin cei pe care i-a format în cei 35 de ani de profesorat. A luat cu curaj poziție contra unor directive cu urmări nefaste la Academia Română. Ca și ceilalți din generațiile de chimiști ai Politehnicii bucureștene sunt bucuros și mândru că am avut norocul să ascult prelegerile Magistrului și să vad cum el a reușit să creeze de la zero, trecând peste condiții vitrege, un nucleu de știință și învățământ care s-a impus nu numai în România ci și pe celelalte meridiane ale globului.” Alexandru T. Balaban

## Contribuții științifice
Încă de la începutul anilor 1930 în cadrul cercetărilor sistematice privind reacții ale hidrocarburilor catalizate de clorura de aluminiu sunt obținute în grupul de cercetare al profesorului Nenițescu rezultate de primă importanță pentru înțelegerea mecanismului reacțiilor prin intermediari carbocationici. Este observat pentru întâia dată rolul esențial al unui cocatalizator (urme de apă) în reacția de izomerizare a cicloalcanilor în prezența clorurii de aluminiu. Din această perioadă datează alte observații fundamentale privind reacția cicloalchenelor cu cloruri acide catalizată de clorura de aluminiu, în ciclohexan ca solvent (cunoscuta astăzi în literatură ca „reacția Nenițescu de acilare reductivă”) sau transferul de hidrogen „într-o formă foarte activă”. Aceasta este prima menționare a transferului intermolecular de ion de hidrură, așa cum se va numi mai târziu. În perioada 1965-1970 studiază reacțiile solvolitice. Colaborează cu celebri profesori din Statele Unite ale Americii, contribuie cu scrierea unor capitole la diverse tratate. Numeroși compuși organici și reacții îi poartă numele. Se poate spune că „hidrocarbura Nenițescu”, prima anulenă (CH)10, a propulsat chimia anulenelor. A fost pionierul aplicării metodelor fizice în chimia organică în România.
Rezultatele muncii lui Costin Nenițescu se văd în cele 262 de articole originale și 21 de brevete. În anii 1970 lucrările sale au numărat 1000 de citări. În ziua de azi Chemistry Citation Index numără mai mult de 20 de citări pe an. A fost pentru scurt timp decan al Facultății de Chimie Industrială din cadrul Politehnicii București.
În onoarea maestrului, Facultatea de Chimie Industrială organizează în fiecare an Concursul National de Chimie „C.D. Nenițescu”. Un premiu anual oferit de Academia Română îi poartă numele.

## Premii
- Premiul de Stat al Republicii Populare Române pentru lucrările de o deosebită valoare efectuate în anul 1949 în domeniul Științelor Matematice, Fizice și al Tehnicei, clasa I-a (8 martie 1951), „pentru contribuția adusă preparării sulfatiazolului”[5]

## Distincții
- Medalia „A cincea aniversare a Republicii Populare Române” (24 decembrie 1952) „pentru lupta și munca duse în vederea făuririi, consolidării și prosperării Republicii Populare Române”[6]
- Ordinul Muncii clasa a II-a (31 mai 1957) „pentru merite deosebite în muncă, cu ocazia celui de al II-lea Congres al Asociației Științifice a Inginerilor și Tehnicienilor din Republica Populară Romînă”[7]
- titlul de Om de Știință Emerit al Republicii Populare Romîne (18 august 1964) „pentru merite deosebite în activitatea științifică”[8]
- Ordinul „Meritul Științific” clasa I (26 septembrie 1966) „pentru merite deosebite în activitatea științifică, cu prilejul Centenarului Academiei Republicii Socialiste România”[9]

## Lucrări și tratate
- Chimie organică, 2 volume, editura Didactică și Pedagogică, București, 1972
- Chimie generală,  editura Didactică și Pedagogică, București, 1300 pag.